# Cheaters
Cheaters är en amerikansk Reality-TV-serie som startade år 2000 och är fortfarande aktuell. 2000–2002 leddes programmet av Tommy Habeeb, och därefter av Joey Greco i många år, sedan av Clark James Gable. Programmet spelas huvudsakligen in i norra Texas, en timme långt avsnitt varje vecka, och programmet var år 2021 uppe i 22 säsonger. Cheaters sänds periodvis i svensk TV, för närvarande tidiga morgnar på TV12.

## Handling
Programmet går ut på att misstänksamma partners kontaktat Cheaters för att få reda på sanningen om deras pojk-/flickvänners otroheter via material (främst videoinspelning, såsom med detektivteamets egna filmkameror och ibland gömda kameror i den ansökandes bostad), som programmets spanande detektiver har samlat in normalt under cirka en veckas tid. Därefter får den ansökande partnern chansen konfrontera den otrogna, oftast när den otrogna för tillfället vistas tillsammans med sin vänstrade.